# BreadTube
BreadTube albo LeftTube – określenie luźnej i nieformalnej grupy internetowych twórców, którzy zajmują się publikowaniem treści wideo, w tym wideoesejów i streamingów, z perspektywy socjalistycznej, socjaldemokratycznej, komunistycznej, anarchistycznej czy innej lewicowej. Twórcy BreadTube zazwyczaj publikują filmy w serwisie YouTube, które następnie omawiane na innych platformach online, takich jak Reddit.

## Charakterystyka
Autor „New York Times” Kevin Roose napisał, że twórcy BreadTube stosują metodę, którą nazywa „algorytmicznym przejęciem”. Polega na tym, że decydują się skupić na tych samych tematach, które omawiają twórcy treści o poglądach prawicowych, co umożliwia rekomendowanie ich filmów odbiorcom filmów prawicowych lub skrajnie prawicowych, a tym samym zapoznają szerszą publiczność z ich perspektywami.
Twórcy BreadTube opowiadają się za demokratycznymi i kolektywistycznymi metodami rządzenia, sprzeciwiając się jednocześnie alt-prawicy i skrajnej prawicy. W społeczności BreadTube często dochodzi do walk wewnętrznych, co przypisuje się temu, że reprezentuje „całe spektrum poglądów, od socjaldemokratycznych po maoistyczne”.
Termin „BreadTube” (dosł. ChlebTuba) nawiązuje do książki Piotra Kropotkina Zdobycie chleba, w której autor przedstawił swoją wizję funkcjonowania społeczeństwa w systemie anarchokomunistycznym.
Fenomen BreadTube sam w sobie nie ma jasnego pochodzenia, chociaż wiele kanałów powstało w celu walki z dominacją alt-prawicowych twórców, którzy zyskiwali popularność w połowie lat 2010. Do 2018 te poszczególne kanały utworzyły połączoną społeczność. Dwoma najbardziej znanymi wczesnymi BreadTuberami były Lindsay Ellis, która opuściła Channel Awesome w 2015, aby założyć własny kanał w odpowiedzi na kontrowersje Gamergate, oraz Natalie Wynn, która założyła swój kanał ContraPoints w 2016 w odpowiedzi na dominację alt-prawicy w Internecie w tamtym czasie.

## Twórcy
Zdecydowana większość treści BreadTube jest w języku angielskim, a większość użytkowników BreadTube to zazwyczaj Amerykanie lub Brytyjczycy. Termin ten jest nieformalny i często kwestionowany, ponieważ nie ma uzgodnionych kryteriów jego użycia. Według „The New Republic” w 2019 pięć osób najczęściej wymienianych jako przykłady twórców tej społeczności to: Natalie Wynn (ContraPoints), Lindsay Ellis, Harry Brewis (Hbomberguy), Abigail Thorn (Philosophy Tube) i Shaun, podczas gdy Kat Blaque i Anitę Sarkeesian wymienia się jako znaczące; Ian Danskin (Innuendo Studios), Hasan Piker, Vaush, Destiny i Kyle Kulinski również często zalicza się do BreadTube.